# Alfred Vidoudez
Alfred Vidoudez (* 21. März 1879 in Genf; † 1943 ebenda) war ein Schweizer Geigenbauer.

## Leben
Nach einer Lehre in einem Genfer Musikhaus liess sich Alfred Vidoudez in Mirecourt bei Gustave Bazin zum Geigenbauer französischer Schule ausbilden. Anschliessend arbeitete er zwei Jahre bei Georges Mougenot in Brüssel und zuletzt vier Jahre bei Léon Bernadel in Paris. 1904 eröffnete er sein Atelier in Genf und wurde 1910 zum Geigenbauer des Konservatoriums berufen. Sein Sohn Pierre Vidoudez arbeitete von 1907 an in seiner Werkstatt und wurde später sein Nachfolger und ebenfalls ein Meister seines Fachs.

## Werke
Seine Instrumente baute Alfred Vidoudez nach den Modellen von Stradivari, Guarneri, Amati, Guadagnini und Montagnana. Seine Werke wurden in Bern und Lyon mit Medaillen prämiert. Er wurde sogar als bester Schweizer Geigenbauer bezeichnet. Alfred Vidoudez wurde nicht nur durch seine Arbeit als Geigenbauer bekannt, sondern baute auch ausgezeichnete Gitarren spanischer Bauart. So erbaute er eine Gitarre für Andrés Segovia, einem langjährigen Freund und Bewunderer seiner Werke. Segovias Urteil über diese Gitarre, die er auch mit seiner Signatur kennzeichnete, war "una guitarra estupenda".
Zudem schrieb er noch ein kleines Werk: „Quelques considerations sur mon metier“.